# Piéride de la bryone
Pieris bryoniae
Espèce
La Piéride de la bryone ou Piéride de l'arabette (Pieris bryoniae) est une espèce de lépidoptères (papillons) de la famille des Pieridae, de la sous-famille des Pierinae et du genre Pieris.

## Dénomination
Pieris bryoniae (Hübner, 1806)
Certains classent Pieris bryoniae comme une sous-espèce de Pieris napi : Pieris napi ssp. bryoniae.

### Noms vernaculaires
La piéride de la bryone se nomme Dark-veined White en anglais, Bergweißling en allemand et berg geaderd witje en néerlandais.

## Sous-espèces
- Pieris bryoniae bryoniae
- Pieris bryoniae caucasica Verity, 1908 au Caucase.
- Pieris bryoniae kamtschadalis Ruber, 1907.
- Pieris bryoniae marani Moucha, 1956.
- Pieris bryoniae schintlmeisteri Eitschberger, 1983.
- Pieris bryoniae sheljuzhkoi Eitschberger, 1984.
- Pieris bryoniae turcica Eitschberger & Hesselbarth, 1977 en Arménie.
- Pieris bryoniae wolfsbergeri Eitschberger, 1984 en Italie[2].

## Description
Le mâle est blanc avec revers des ailes postérieurs jaune pâle, la femelle est jaune.
La longueur de l'aile antérieure de la Piéride de la bryone varie de 22 à 24 mm. Les spécimens mâles et femelles sont assez différents (dimorphisme). Le dessus du mâle est blanc avec des nervures importantes vers la marge et en particulier sur les ailes postérieures. Les femelles ont de leur côté une suffusion brun-jaunâtre. Le dessous des ailes postérieures ont également des nervures prononcées de gris ou de gris-brun. L'apex des ailes antérieures du mâle forme un angle très aigu.

### Chenille et chrysalide
Les œufs sont posés isolément et ont un temps d'incubation de 7 jours. La chenille est verte avec des points noirs entourés de jaune sur les flancs. Les chenilles sont présentes de juillet à août sur des Brassicacées comme le Tabouret des montagnes (Noccaea montana) et la Lunetière lisse (Biscutella laevigata).

## Biologie

### Période de vol et hivernation
Vu qu'elle vit en zone montagneuse et donc au climat rigoureux, la Piéride de la bryone ne connaît qu'une seule génération sur l'année (rarement deux générations en France). Le papillon est présent de juin à août.
Elle hiverne à l'état de chrysalide.

### Plantes hôtes

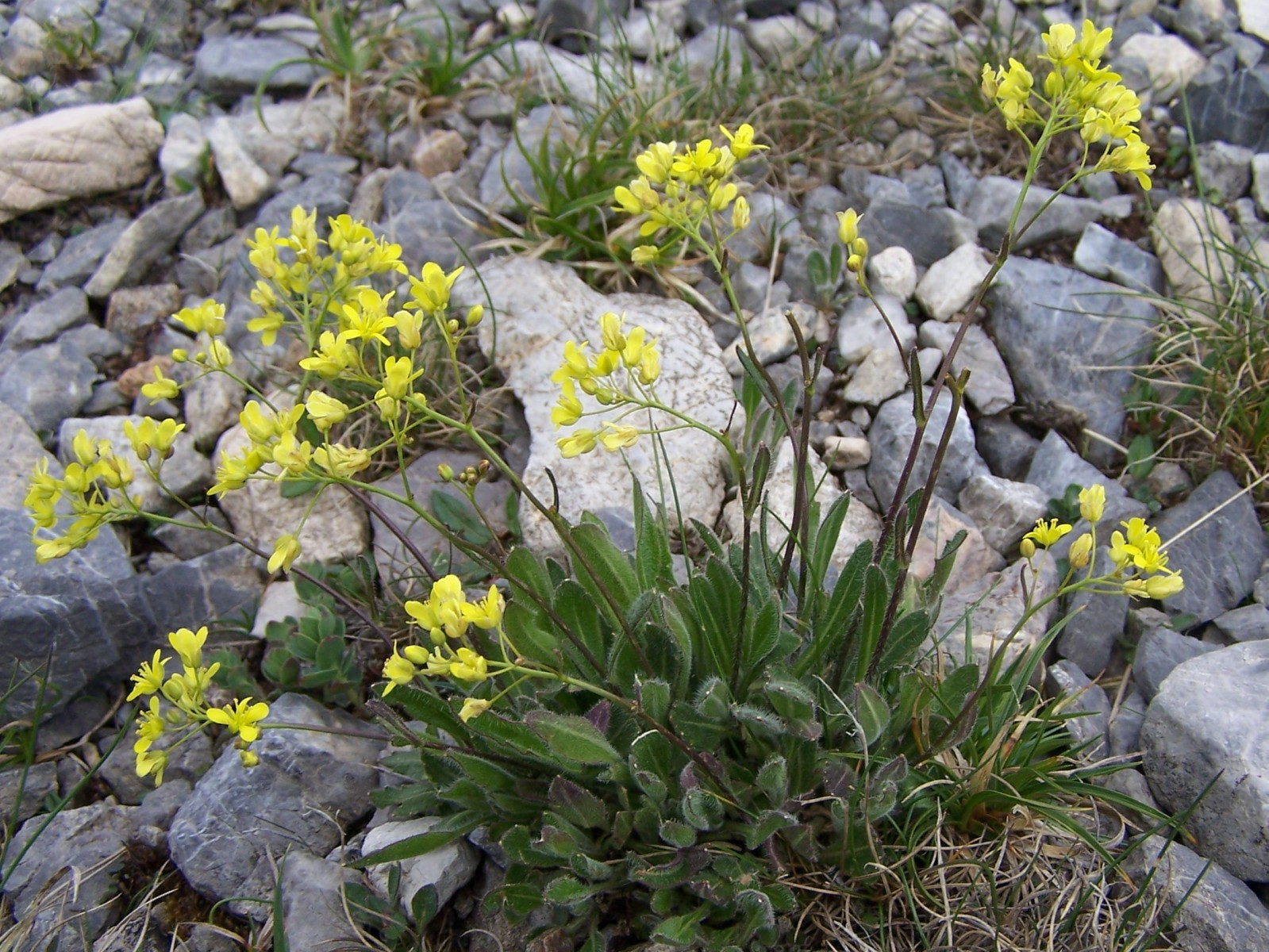
Lunetière lisse, plante hôte de la chenille.

Les plantes hôtes de la chenille sont des brassicacées comme la Cardamine bellifolia alpina, la Lunetière lisse (Biscutella laevigata), le Tabouret des montagnes (Noccaea montana).

## Écologie et distribution
La Piéride de la bryone est présente en trois zones séparées, centre et sud de l'Europe, centre de l'Asie, nord-est de l'Asie, dans des zones montagneuses, au niveau de l'étage subalpin comme dans les Alpes, le Jura, les Pyrénées, les Carpates, en Scandinavie, dans le Caucase et dans l'Altaï.
En France elle est présente dans les départements alpins et du massif du Jura.

### Biotope
Le papillon apprécie les prairies entre 700 et 2 700 mètres d'altitude mais surtout les biotopes humides entre 1 000 et 2 000 mètres d'altitude.

### Protection
Aucun statut de protection particulier, mais c'est une espèce déterminante ZNIEFF et quasi-menacée en Franche-Comté.